# Robert Kane
Sir Robert John Kane, född 24 september 1809 i Dublin, död där 16 februari 1890, var en irländsk kemist och läkare.
Kane var 1833–1845 professor i kemi vid farmaceutiska läroverket i Dublin och 1834–1847 i naturalhistoria vid Royal Dublin Society. År 1846 tog han initiativet till upprättandet av Irlands industrimuseum i Saint Stephen's Green i Dublin och blev direktör för detta museum, varmed de zoologiska och mineralogiska samlingarna i Mountroy förenades. Samma år adlades han. Åren 1845–1873 var han president för Queen's College i Cork och blev 1877 president för Royal Irish Academy. 
Redan 1830 vann Kane ett tävlingspris för en avhandling över tyfus, särskilt märklig genom hans däri förekommande gensagor mot François Joseph Victor Broussais medicinska system. Kane utgav bland annat Elements of Chemistry (1841–1843; flera upplagor) och Industrial Resources of Ireland (1844). Han tilldelades Royal Medal 1841 och invaldes i Royal Society 1849.